# Lausanne Football and Cricket Club
Lausanne Football and Cricket Club – szwajcarski klub piłkarski z siedzibą w Lozannie.

## Historia
Lausanne Football and Cricket Club został założony w 1860 roku w Lausanne przez miejscowych studentów angielskich. Chociaż niektóre źródła podają datę 1980. Według daty powstania może być najstarszym klubem piłkarskim z siedzibą w Europie kontynentalnej (założony zaledwie 3 lata po angielskim Sheffield F.C.). Członek założyciel Szwajcarskiego Związku Piłki Nożnej, Lausanne FC & CC uczestniczył w pierwszych mistrzostwach Szwajcarii 1897/98. W tym sezonie osiągnął swój najlepszy wynik, zajął końcowe trzecie miejsce. W przyszłym sezonie 1898/99 również startował w mistrzostwach, wygrał grupę zachodnią, ale w rundzie finałowej piłkarze Lausanne FC&CC odmówili gry w niedzielę z Anglo-American Club Zurich, dlatego został zdyskwalifikowany. Mecz finałowy pomiędzy BSC Old Boys i Anglo-American Club wyznaczył mistrza (7:0 wygrał Anglo-Amerykański Klub).
Potem klub zaprzestał swoją działalność sportową.
W 1902 roku klub jest upominany jako część swojej historii przez Montriond-Lausanne, założony w 1896.

## Sukcesy

### Trofea międzynarodowe
Nie uczestniczył w rozgrywkach europejskich (stan na 31-05-2014).

### Trofea krajowe
| \| \| Zdobyte trofea w rozgrywkach Szwajcarii (stan na: 31-05-2014) \| |                                                               |      |          |
| Rozgrywki                                                              | Osiągnięcie                                                   | Razy | Sezon(y) |
| · Mistrzostwo                                                          | I miejsce                                                     | 0    |          |
| · Mistrzostwo                                                          | II miejsce                                                    | 0    |          |
| · Mistrzostwo                                                          | III miejsce                                                   | 1    | 1899     |
| Puchar                                                                 | zdobywca                                                      | 0    |          |
| Puchar                                                                 | finalista                                                     | 0    |          |
| II liga                                                                | I miejsce                                                     | 0    |          |
| II liga                                                                | II miejsce                                                    | 0    |          |
| II liga                                                                | III miejsce                                                   | 0    |          |
| Szwajcaria                                                             | Zdobyte trofea w rozgrywkach Szwajcarii (stan na: 31-05-2014) |      |          |